# 詭憶
是一部於2020年上映的韓國懸疑驚悚恐怖電影。這是《模糊的時間》編劇趙瑟藝執導的首部作品，由申敏兒、李裕英及李奎炯領銜主演，韓國於2020年9月23日上映，台灣於2020年10月16日上映，香港上映時間原定為2020年12月10日，但由於當地爆發第四波疫情而延期至翌年5月6日上映。

## 劇情概要
該片講述跳水界的Diva怡英遭遇可疑的事故後短暫失去了記憶，在找回記憶的過程中發現了真相。

## 演員陣容

### 主要人物
- 申敏兒（少年：郭智慧） 飾演 崔怡英，跳水選手。
- 李裕英（少年：崔多仁） 飾演 秀珍，怡英的隊友。

### 其他人物
- 李奎炯 飾演 金玄民，怡英、秀珍的教練。
- 周錫泰 飾演 李代表
- 吳荷妮 飾演 初娥
- 朴成妍 飾演 吳警察
- 許亨圭 飾演 姜警察
- 伊錦善雅 飾演 黃賢申
- 池易洙 飾演 金宥貞
- 朴忠善 飾演 協會會長
- 千敏熙 饰演 方教练
- 许栋元 飾演 水族館社長
- 南志佑 飾演 CF導演
- 金熙尚 饰演 比赛直播播音员
- 吳熙俊 飾演 醫院記者
- 尹正勳 饰演 执行要员

## 製作
- 2018年6月25日舉行劇本圍讀，7月16日開拍[1][5]，11月5日殺青，計劃2019年上映[4]。
- 李裕英在拍攝中肋骨受輕傷。[6]

## 獎項榮譽
| 年份 | 頒獎典禮         | 獎項       | 入圍者 | 結果 |
| ---- | ---------------- | ---------- | ------ | ---- |
| 2021 | 第41屆黃金攝影獎 | 照明獎     | 趙圭榮 | 獲獎 |
| 2021 | 第41屆青龍電影獎 | 最佳女主角 | 申敏兒 | 提名 |
| 2021 | 第41屆青龍電影獎 | 攝影照明獎 | 金善鈴 | 提名 |

### 電影節
- 2021年：第25屆富川國際奇幻電影節—韓國奇幻片：長篇

## 外部連結
- NAVER上《詭憶》的資料
- Daum上《詭憶》的資料

- 韩国电影数据库（KMDb）上《詭憶》的資料
- 互联网电影数据库（IMDb）上《詭憶》的资料（英文）